# 22862 Janinedavis
22862 Janinedavis è un asteroide della fascia principale. Scoperto nel 1999, presenta un'orbita caratterizzata da un semiasse maggiore pari a 2,2743309 UA e da un'eccentricità di 0,0939997, inclinata di 1,13491° rispetto all'eclittica.